# نسوية ما بعد الاستعمار

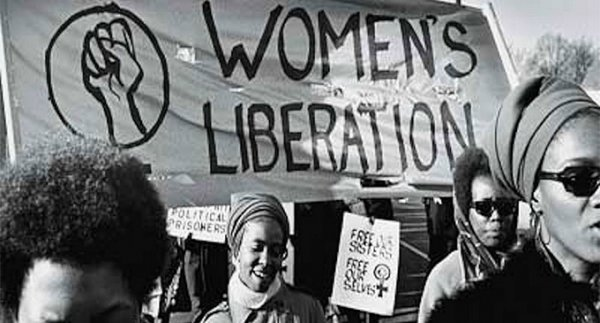

نسوية ما بعد الاستعمار هي شكل من أشكال الحركة النسوية، نشأت رد فعل للحركة النسوية التي تركز فقط على تجارب المرأة في الثقافات الغربية. تسعى نسوية ما بعد الاستعمار إلى بيان الكيفية التي تؤثر بها كل من العنصرية والآثار السياسية والاقتصادية والثقافية طويلة الأمد للاستعمار على كل من غير البيض وغير الغربيات من النساء في عالم ما بعد الاستعمار. نشأت نسوية ما بعد الاستعمار في ثمانينات القرن العشرين نقدًا لمنظّرات النسوية في البلدان المتقدمة، وإشارة إلى الاتجاهات العالمية للأفكار النسوية السائدة، واحتجاجًا على إساءة تمثيل النساء اللاتي يعشن في بلدان غير غربية.
تزعم نسوية ما بعد الاستعمار بأن استخدام مصطلح «المرأة» للإشارة إلى فئة عالمية يعني أن تعريف المرأة يقتصر على جنسها لا على الطبقة الاجتماعية أو العرق أو الأصل الإثني أو التفضيل الجنسي الذي تنتمي إليه. تعمل نسويات ما بعد الاستعمار أيضًا على دمج أفكار الحركات النسوية للشعوب الأصلية وغيرها من الحركات النسوية لشعوب العالم الثالث في التيار الرئيس للحركة النسوية في الغرب. تنبع الحركة النسوية في العالم الثالث من فكرة أن نسوية العالم الثالث ليست مستوردة من أفكار العالم الأول، بل تنشأ عن أيديولوجيات داخلية وعوامل اجتماعية وثقافية خاصة بها.
تُنتقد نسوية ما بعد الاستعمار في بعض الأحيان من جانب التيار الرئيس للحركة النسوية، الذي يزعم بأن نسوية ما بعد الاستعمار تعمل على إضعاف الحركة النسوية الأوسع نطاقًا من خلال تقسيمها. وكثيرًا ما تُنتقد أيضًا بسبب تحيزها الغربي الذي سيُناقش بمزيد من التفصيل أدناه.

## نبذة تاريخية
يمكن تقسيم تاريخ الحركات النسوية الحديثة إلى ثلاث موجات. نشأت الموجة الأولى للحركة النسوية في أواخر القرن التاسع عشر، كحركة بين نساء الطبقة الوسطى البيضاوات في شمال العالم، أولئك النساء اللاتي يمتعن على نحو مقبول بالحصول على الثروة والتعليم. ومن ثم، فإن الموجة الأولى من الحركة النسوية تكاد تقتصر على معالجة قضايا هؤلاء النساء اللاتي كن ذوات وضع جيد نسبيًا. ركزت نسويات الموجة الأولى على الحقوق المطلقة مثل حق المرأة في الاقتراع وإزالة الحواجز الأخرى أمام المساواة القانونية بين الجنسين. ولم يشمل ذلك واقع النساء الملونات اللاتي عانين من الاضطهاد العنصري أو واقع النساء المتضررات اقتصاديًا اللاتي أُجبرن على الخروج والعمل في وظائف عمالية. ومع ذلك، نجحت الموجة الأولى للحركة النسوية في الحصول على حق الاقتراع للنساء، ونجحت أيضًا -في بعض البلدان- في تغيير القوانين المتعلقة بالطلاق وبإعالة الأطفال ورعايتهم.
بدأت الموجة الثانية للحركة النسوية في أوائل ستينيات القرن العشرين، وقد ألهمت النساء بالنظر إلى الصراعات القائمة على التحيز الجنسي فيما يخص حياتهن الشخصية، ووسعت من نطاق الحوار فشمل قضايا مكان العمل، وقضايا الحياة الجنسية، وقضايا الأسرة، والحقوق الإنجابية. حققت الموجة الثانية انتصارات رائعة فيما يتعلق بقضايا المساواة في الأجور والقضاء على الممارسات التمييزية الجندرية. فشلت الموجة الأولى والثانية للنظرية النسوية في تفسير الاختلافات بين النساء من ناحية العرق والطبقة الاجتماعية؛ فقد تناولت فقط قضايا النساء الغربيات البيضاوات اللواتي شاركن في بدء نشاط الحركة. برزت نسوية ما بعد الاستعمار ضمن الموجة الثالثة للحركة النسوية، التي بدأت في ثمانينات القرن العشرين، جنبًا إلى جنب مع العديد من الحركات النسوية الأخرى التي تركز على قضايا العنصرية؛ من أجل إبراز الطابع المتنوع للتجربة التي عاشتها كل امرأة. ساهمت أودري لورد في إنشاء نسوية ما بعد الاستعمار بمقالتها لعام 1984 «أدوات السيد لن تفكك بيت السيد». وكذلك صدرت مقالة تشاندرا تالباد موهانتي «تحت عيون الغرب» في عام 1984، وهي تحلل تجانس الوصف النسوي الغربي لـ«امرأة العالم الثالث». كانت هذه الأعمال -إلى جانب أعمال أخرى كثيرة- الأساس الذي قامت عليه نسوية ما بعد الاستعمار.
تشكلت نظرية ما بعد الاستعمار باعتبارها نقدًا أكاديميًا للأدب الاستعماري، وذلك في محاولة للابتعاد عن «السرديات الكبرى» النابعة عن «العولمة». وباعتراف نسوية ما بعد الاستعمار بالاختلافات بين مختلف فئات النساء، فإنها تقاوم الانتقاص المفرط للحركة النسوية الغربية؛ إذ يصفها البعض بأنها مجرد مقاومة للاضطهاد القائم على التحيز الجنسي. وعلى العكس من ذلك، فإن نسوية ما بعد الاستعمار تربط أيضًا القضايا الجندرية بمجالات التأثير الأخرى داخل المجتمع.

## النظرية
تعتبر نسوية ما بعد الاستعمار تيارًا فكريًا جديدًا نسبيًا، نشأ في الأساس نتيجة لعمل منظّري ما بعد الاستعمار الذين يهتمون بتقييم مدى تأثير العلاقات الاستعمارية والإمبريالية المختلفة للقرن التاسع عشر، على الكيفية التي تنظر بها ثقافات معينة إلى نفسها. يعزز ذلك التيار الخاص من الحركة النسوية وجهة نظر أوسع لطبقات الاضطهاد المعقدة الموجودة في أي مجتمع معين.
بدأت نسوية ما بعد الاستعمار نقدًا لكل من النسوية الغربية ونظرية ما بعد الاستعمار، ولكنها تحولت في وقت لاحق إلى منهج تحليل متنام يعالج القضايا الرئيسة في كلا المجالين. وخلافًا لنظرية ما بعد الاستعمار السائدة، التي تركز على تناول الآثار المتبقية التي خلفتها الاستعمارية على المؤسسات الاقتصادية والسياسية للبلدان التي خضعت للاستعمار، تهتم منظّرات نسوية ما بعد الاستعمار بتحليل أسباب فشل نظرية ما بعد الاستعمار في معالجة القضايا الجندرية. تسعى نسوية ما بعد الاستعمار أيضًا إلى تسليط الضوء على ميل الفكر النسوي الغربي إلى تطبيق مطالباتها على النساء في مختلف أنحاء العالم؛ وذلك بسبب محدودية نطاق النظرية النسوية. وبهذه الطريقة تحاول نسوية ما بعد الاستعمار بيان نقاط الضعف الملموسة في كل من نظرية ما بعد الاستعمار والنسوية الغربية. يشغل مفهوم الاستعمار ساحات مختلفة داخل نسوية ما بعد الاستعمار، إذ يمكن أن يشير إلى المعنى الحرفي المتمثل في الاستيلاء على الأراضي أو إلى أشكال من الاستعباد الاجتماعي والفكري والسياسي والاقتصادي في مجتمع ما.
في مقال أودري لورد التأسيسي «أدوات السيد لن تفكك بيت السيد»، تستخدم لورد استعارة «أدوات السيد» و«بيت السيد» لتوضح أن الحركة النسوية الغربية تفشل في إحداث تغيير إيجابي لنساء العالم الثالث باستخدامها نفس الأدوات التي يستخدمها النظام الأبوي لاضطهاد المرأة. وقد وجدت لورد أن الأدب النسوي الغربي ينكر الفروق بين النساء ولا يشجع على ضمهن للحركة النسوية. تؤكد لورد أنه ينبغي استخدام الفروقات بين النساء بصفتها نقاط قوة؛ من أجل إنشاء مجتمع تستخدم فيه النساء نقاط قوتهن المختلفة لدعم بعضهن.
تتناول تشاندرا تالباد موهانتي -وهي واحدة من المنظرات الأساسيات داخل الحركة- هذه المسألة في مقالها الإبداعي «تحت عيون الغرب». تؤكد موهانتي في هذا المقال أن النسويات الغربيات يكتبن عن نساء العالم الثالث باعتبارهن تركيبة فريدة ومركبة، وهو ما يُعتبر تصور ذو نظرة تعسفية مقيدة. تقول موهانتي إن هؤلاء النساء يُصورن في الكتابات على أنهن ضحايا لسيطرة ذكورية وضحايا لثقافة تقليدية دون إدراج معلومات عن السياق التاريخي وعن الاختلافات الثقافية التي يتمتع بها العالم الثالث. وهذا يُحدث ديناميكية حيث تعمل النسوية الغربية باعتبارها القاعدة التي يتم على أساسها تقييم الموقف في العالم النامي. تتمثل مبادرة موهانتي الأساسية في السماح لنساء العالم الثالث بأن يكون لهن قوة وصوت داخل الحركة النسوية.
كتبت إيثيل كراولي، أستاذة علم الاجتماع في كلية الثالوث في دبلن، في مقال بعنوان «نساء العالم الثالث وعدم كفاية النسوية الغربية»، عن مدى افتقار الحركة النسوية الغربية إلى التطبيق في المجتمعات غير الغربية. تتهم  كراولي النسويات الغربيات بالاختزال النظري عندما يتعلق الأمر بنساء العالم الثالث. تتمثل مشكلة كراولي الرئيسة مع النسوية الغربية في أنها تنفق وقتًا أطول مما ينبغي في «انتقاد» أفكار أيديولوجية ليست ذات أهمية كبرى، بدلًا من صياغة استراتيجيات لمعالجة المشاكل البارزة. النقطة الأبرز التي أوضحتها كراولي في مقالتها هي أن الإثنوغرافيا يمكن أن تكون ضرورية لحل المشكلات، وأن الحرية لا تعني الشيء نفسه لجميع نساء العالم.